# 瑠異沙

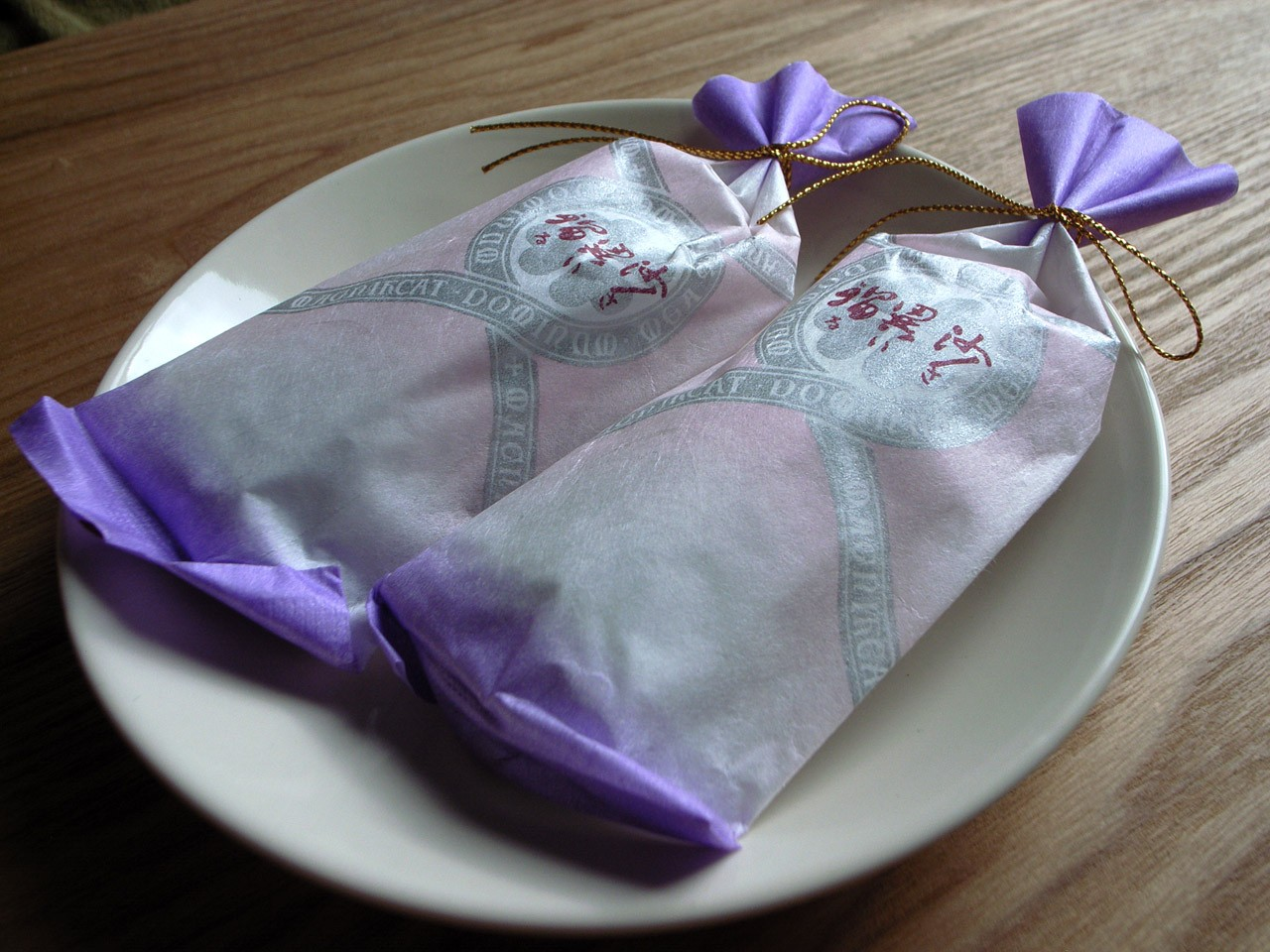
瑠異沙

瑠異沙（るいさ）は、大分県大分市の銘菓で、バイオレット・リキュールを加えた白餡をカステラ生地で包み、アルミ箔で包んで焼き上げた焼き菓子である。バイオレット・リキュールを使用しているため、餡が紫色をしているのが特徴。
「瑠異沙」という名は、大分県佐伯市（旧宇目町）にある江戸時代初期のキリシタンの墓石に「るいさ」という女性の洗礼名が刻まれていることに因むものである。
もともとは長久堂が製造していたが、2000年10月に自己破産したため入手できなくなった。2001年4月には元従業員らによって新会社のざびえる本舗が立ち上げられたが、当初は製品を主力の「ざびえる」のみに絞り込んだため、「瑠異沙」の製造・販売が再開されたのは2002年1月であった。
大分市出身のタレント、ユースケ・サンタマリアが、2005年に「とんねるずのみなさんのおかげでした」の新・食わず嫌い王決定戦に出演した際には、手土産に「瑠異沙」を持参した。